# Tỷ số tài chính
Tỷ số tài chính hay tỷ số kế toán là mức độ tương đối của hai giá trị số được chọn từ báo cáo tài chính của doanh nghiệp. Thuật ngữ thường được sử dụng trong kế toán, khi có nhiều tỷ lệ chuẩn được sử dụng để đánh giá tình trạng tài chính chung của một công ty hoặc tổ chức. Các tỷ lệ tài chính có thể được sử dụng bởi các nhà quản lý trong một công ty, bởi các cổ đông hiện tại và tiềm năng (chủ sở hữu) của một công ty và bởi các chủ nợ của công ty. Các nhà phân tích tài chính sử dụng các tỷ số tài chính để so sánh "sức khỏe" của các công ty. Nếu cổ phiếu của một công ty được giao dịch trên thị trường tài chính, giá thị trường của cổ phiếu được sử dụng trong các tỷ lệ tài chính nhất định.
Tỷ lệ có thể được biểu thị dưới dạng giá trị thập phân, chẳng hạn như 0,10 hoặc được cho dưới dạng giá trị phần trăm tương đương, chẳng hạn như 10%. Một số tỷ lệ thường được trích dẫn dưới dạng tỷ lệ phần trăm, đặc biệt là các tỷ lệ nhỏ hơn 1, chẳng hạn như lợi tức, trong khi các tỷ lệ khác thường được trích dẫn dưới dạng số thập phân, đặc biệt là các tỷ lệ thường lớn hơn 1, chẳng hạn như tỷ số P/E; còn gọi là bội số. Với bất kỳ tỷ lệ nào, người ta có thể lấy nghịch đảo của nó: Nếu tỷ lệ trên 1, số nghịch đảo sẽ dưới 1 và ngược lại. Số nghịch đảo thể hiện cùng một thông tin, nhưng dễ hiểu hơn. Ví dụ, lợi tức (5%) có thể được so sánh với tỉ suất trái phiếu, trong khi tỷ lệ P/E (20) thì không thể.